# Herbert Wiedermann
Herbert Wiedermann (n. 1 noiembrie 1927, Steindorf am Ossiacher See⁠(d), Carintia, Austria) este un canoist ce a reprezentat Austria, medaliat olimpic. A participat la 3 ediții ale Jocurilor Olimpice (1952, 1956, 1960) în care a câștigat două medalii de bronz.